# Frøken, pas Dem selv
Frøken, pas Dem selv er en amerikansk stumfilm fra 1922 af Harry Beaumont.

## Medvirkende
- Viola Dana som Vi Marchmont
- Jack Mulhall som Richard Hardy
- Theodore von Eltz som Clyde Van Ness
- Kate Lester som Letitia
- Alberta Lee som Mrs. Hardy
- Frederick Vroom som Mr. Marchmont
- Fronzie Gunn